# Малко-Тырново (община)
Малко-Тырново (болг. Община Малко Търново) — община в Болгарии. Входит в состав Бургасской области. Население составляет 4171 человек (на 15 мая 2008 года).
Кмет (мэр) общины — Иван Желязков Иванов (Болгарская социалистическая партия (БСП)) по результатам выборов в правление общины.

## Состав общины
В состав общины входят следующие населённые пункты:
1. Близнак
2. Брышлян
3. Бяла-Вода
4. Визица
5. Граматиково
6. Евренозово
7. Заберново
8. Звездец
9. Калово
10. Малко-Тырново
11. Младежко
12. Сливарово
13. Стоилово